# Ptiolinites oudatchinae
Ptiolinites oudatchinae  (лат.) — ископаемый вид двукрылых насекомых рода Ptiolinites из семейства бекасницы (Rhagionidae). Нижний мел. Россия, Бурятия (Baissa, Berriasian — Zaza Formation). Один из древнейших видов мух.

## Описание
Длина крыла 2,0 мм, ширина 0,9 мм. Общая длина тела при жизни около 2,6 мм (на отпечатке 3,3 мм). Груди, ноги и брюшко палевой окраски. Лицо с несколькими тонкими волосками. Ноги покрыты очень короткими тёмными волосками. Птеростигма отсутствует. Вид был впервые описан в 2000 году российским палеоэнтомологом М. Мостовским (Палеонтологический институт РАН, Москва), английскими и немецким палеонтологами Е. Яржембовским (E. A. Jarzembowski; Maidstone Museum & Art Gallery, Мейдстон, Кент; The University, Рединг, Великобритания), Р. Корэмом (R. A. Coram), и J. Ansorge (Institut fur Geologische Wissenschaften, Грайфсвальдский университет, Грайфсвальд, Германия) и назван в честь Т. Юдатчиной (Mrs T. Oudatchina), нашедшей голотип.